# FK Austria Vídeň
Fußballklub Austria Wien (obecně známý jako Austria Vídeň) je rakouský fotbalový klub sídlící ve Vídni. Soutěží v Bundeslize, nejvyšší úrovni rakouského fotbalu, a své domácí zápasy hraje v Generali Areně.
Austria za celou svojí historii získala nejvíce trofejí ze všech rakouských klubů a nejvyšší rakouskou soutěž ovládla 24×. Dosáhla 27 vítězství v rakouském poháru a dnes již zaniklý rakouský superpohár se jí podařilo vyhrát 6×, což je v obou případech rekord soutěže. V počtu rakouských titulů je však až druhá nejúspěšnější, hned za svým největším rivalem, Rapidem Vídeň. Společně s Rapidem je Austria jedním ze dvou klubů, které nikdy za celou svoji historii nesestoupily z rakouské nejvyšší soutěže.
Austria v letech 1933 a 1936 dvakrát vyhrála Mitropa Cup, společně s Wackerem Innsbruck nejvíckrát ze všech rakouských klubů. V sezóně 1977/78 se jí podařilo se dostat do finále Poháru vítězů pohárů, tam však neuspěla.

## Čeští hráči a trenéři
Čeští hráči a trenéři, kteří působili v Austrii Vídeň:
- Václav Halama
- Tomáš Jun
- David Lafata
- Patrizio Stronati
- Matthias Sindelar
- Libor Sionko

## Významní hráči
- Matthias Sindelar / Matěj Šindelář (1924–1939)
- Ernst Ocwirk (1947–1956, 1961–1963)
- Herbert Prohaska (1972–1980, 1983–1989)
- Toni Polster (1982–1987)

## Trofeje
- Rakouská Bundesliga (24×)[1]
  - 1923/24, 1925/26, 1948/49, 1949/50, 1952/53, 1960/61, 1961/62, 1962/63, 1968/69, 1969/70, 1975/76, 1977/78, 1978/79, 1979/80, 1980/81, 1983/84, 1984/85, 1985/86, 1990/91, 1991/92, 1992/93, 2002/03, 2005/06, 2012/13
- Rakouský Pohár (27×)[2]
  - 1920/21, 1923/24, 1924/25, 1925/26, 1932/33, 1934/35, 1935/36, 1947/48, 1948/49, 1959/60, 1961/62, 1962/63, 1966/67, 1970/71, 1973/74, 1976/77, 1979/80, 1981/82, 1985/86, 1989/90, 1991/92, 1993/94, 2002/03, 2004/05, 2005/06, 2006/07, 2008/09
- Rakouský Superpohár (6×)[3]
  - 1990, 1991, 1992, 1993, 2003, 2004

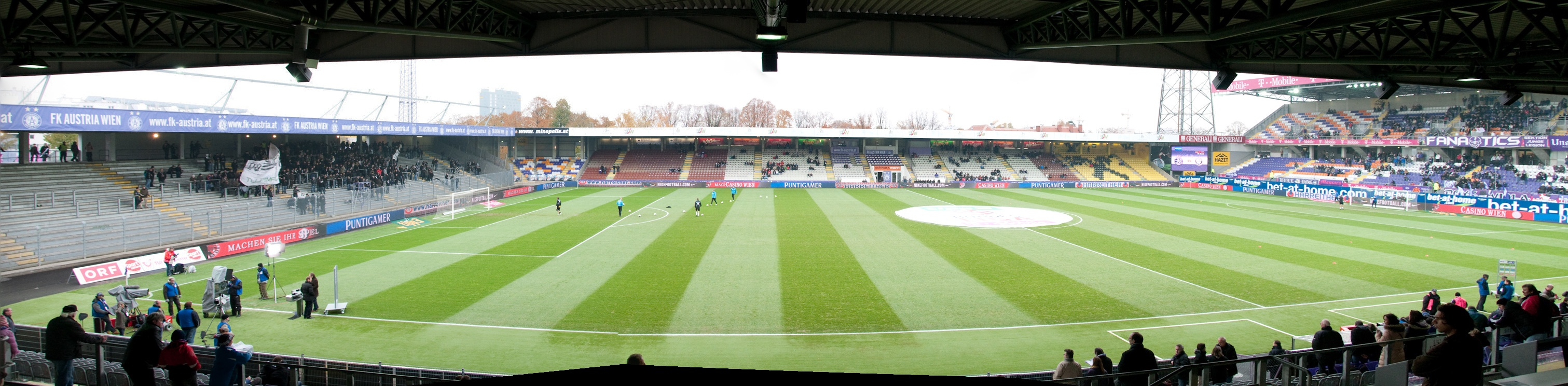
Franz-Horr-Stadium (listopad 2009)

- Mitropa Cup (2×)[4]
  - 1933, 1936